# Hans-Sachs-Chor Nürnberg
Der Hans-Sachs-Chor Nürnberg ist ein großer gemischter Konzert- und Oratorienchor mit derzeit etwa 90 Mitgliedern. Er wird seit 2014 von Guido Johannes Rumstadt geleitet.

## Geschichte

### 1891–1926 Arbeitergesangverein „Union“
Nach Aufhebung des Bismarck’schen Sozialistengesetzes wurden im Deutschen Kaiserreich zahlreiche sozialdemokratische und gewerkschaftliche Vereine gegründet. So auch in Nürnberg 1891 der Vorläufer des Hans-Sachs-Chors: der Arbeitergesangverein Union, ein Männerchor. Er verfolgte das Ziel, „Musik und Volkskultur zu betreiben und in die arbeitende Volksschicht hineinzutragen“. Dies geschah vor allem durch die künstlerische Ausgestaltung von Festen. Gemeinsame Auftritte des Chores mit den Nürnberger Philharmonikern sind etwa ab 1910 nachweisbar. 1911 fand das erste „Stuhlkonzert“ statt, bei dem „keine Getränke verabreicht wurden und das Rauchen untersagt war“.

### 1926–1933 Volkschor „Hans Sachs“
1926 schloss sich der Arbeitergesangverein „Union“ mit dem „Volkschor Nürnberg-West“ und dem „Volkschor Nürnberg-Süd“ zusammen. Ab jetzt durften auch Frauen mitsingen: Es entstand ein großer gemischter Chor. Mit der Bezeichnung „Volkschor“ betonte man, im Sinn der Arbeiterbewegung, das Recht auf Bildung und kulturelle Aktivität für alle Menschen. Als Namenspatron wählte man den Nürnberger Schuhmacher-Poeten Hans Sachs, der als Vorbild für die Verbindung von Künstlertum und Werktätigkeit diente und dessen Leben und Schaffen selbst zum Gegenstand der Kunst geworden war, etwa im Gedicht Hans Sachsens poetische Sendung (1776) von Johann Wolfgang Goethe oder den Opern Hans Sachs (1840/45) von Albert Lortzing und Die Meistersinger von Nürnberg (1845–68) von Richard Wagner.
Die Tätigkeit des Volkschors „Hans Sachs“ endete mit Beginn der Zeit des Nationalsozialismus. In den ersten Monaten des Jahres 1933 wurde von staatlicher Seite die Auflösung des Chores betrieben. „Mitglieder in staatlichen, öffentlich-rechtlichen und städtischen Diensten“ wurden veranlasst, aus dem Chor, dem man „marxistische Einstellung“ zur Last legte, auszutreten, so dass „jede finanzielle Grundlage zur Fortführung des Vereins fehlte. Dies war Veranlassung den Chor und damit den Verein am 9. April 1933 aufzulösen“.

### Neugründung nach der Befreiung
1947 erfolgte die Neugründung mit Genehmigung der amerikanischen Militärregierung. In der Folgezeit fand alle zwei bis drei Jahre ein größeres Konzert statt.

### Seit 1968: Hans-Sachs-Chor
1968 übernahm Wolfgang Riedelbauch, damals Korrepetitor am Stadttheater Regensburg, die Leitung des Chores. Unter ihm erhielt er seinen heutigen Namen: Hans-Sachs-Chor. Die Pflege der klassischen Oratorienliteratur, unter Berücksichtigung historischer Aufführungspraxis, und die Aufführung neuer Werke wurden zum bis heute gültigen Programm.
Von 2000 bis 2013 ist Julian Christoph Tölle, Dozent an der Erziehungswissenschaftlichen Fakultät der Universität Erlangen-Nürnberg, Leiter des Hans-Sachs-Chors. Er ermöglichte u. a. die Zusammenarbeit mit Singer Pur und dem Ensemble Kontraste. Im Februar 2014 wählt die Mitgliederversammlung des Hans-Sachs-Chors Guido Johannes Rumstadt als neuen Künstlerischen Leiter. Die Zusammenarbeit mit ihm beginnt im Juli 2014. Die kommissarische Leitung des Chors im ersten Halbjahr übernahm Marco Mulzer – der bisherige Assistent von Julian Tölle.
Rumstadt ist Professor für Orchester und Dirigieren an der Hochschule für Musik Nürnberg und arbeitet seit 2007 als Erster Kapellmeister am Staatstheater Nürnberg. Er studierte Dirigieren in Karlsruhe, Hamburg und Salzburg. Erste Stationen als Kapellmeister führten ihn an das Staatstheater Mainz, das Badische Staatstheater Karlsruhe sowie als Ersten Kapellmeister an das Staatstheater Wiesbaden und an die Frankfurter Oper. Während dieser Zeit gastierte Guido Johannes Rumstadt an zahlreichen internationalen Opernhäusern, so an der English National Opera, New York City Opera, Deutschen Oper Berlin, Oper Köln und am Théâtre La Monnaie, Brüssel.
Von 1998 bis 2004 war Guido Johannes Rumstadt Generalmusikdirektor des Theaters Regensburg. Ein besonderer Schwerpunkt seiner Arbeit lag dabei in der Aufführung zeitgenössischer und vergessener Werke. 2001 wurde er in der Fachzeitschrift Opernwelt zum Dirigenten des Jahres nominiert.
Seinen Auftakt beim Hans-Sachs-Chor gibt Rumstadt mit der Einstudierung für das Klassik Open Air der Nürnberger Symphoniker am 9. August im Luitpoldhain.
Der Hans-Sachs-Chor ist Mitglied im Verband Deutscher Konzertchöre (VDKC). Er gründete die Arbeitsgemeinschaft Nürnberger Konzertchöre (NKC).

## Leitung
Der Chor ist als Verein organisiert. Vorsitzende und Künstlerische Leiter werden von den Mitgliedern gewählt.

### Vorsitzende
- 19??–1933 und 1947-19?? Paul Rößner
- 19??–1961 Karl Witte
- 1961–1968 Hans Schneider
- 1968–1970 Gerhard Seitz
- 1970–1973 Ernst Wegmann
- 1973–1975 Gerhard Beißwanger
- 1975–1983 Dietmar Hölzl
- 1983–1991 Walter Eiblmaier
- 1991–1999 Hannspeter Beßler
- 1999–2001 Christa Demuß-Luma
- 2001–2003 Hannspeter Beßler
- 2003–2024  Michael Langer
- seit 2024 Sebastian Harschneck

### Künstlerische Leitung
- 19??–1933 Lothar Kraus (Kapellmeister)
- 1949–19?? Robert Seiler (1908–2000; Leiter des Meistersinger-Konservatoriums)
- 19??–1968 Hans Hofmann
- 1968 Heinz Prandl (kommissarisch)
- 1968–1999 Wolfgang Riedelbauch
- 2000–2013 Julian Christoph Tölle
- 2014 Marco Mulzer (kommissarisch)
- seit 2014 Guido Johannes Rumstadt

## Ehrungen
- Zelter-Plakette

## Uraufführungen
- Anton Bruckner: Psalm 146 A-Dur (WAB 37; 1845–56[?]). UA 28. November 1971 Nürnberg (Meistersingerhalle; Ursula Wendt [Sopran], Ingeborg Russ [Alt], Frieder Stricker [Tenor], Siegmund Nimsgern [Bass]; Nürnberger Symphoniker; Leitung: Wolfgang Riedelbauch). Aufnahme (LP): Colosseum SM 548
- Heinrich Hartl: Zu beiden Händen (op. 141). Texte: Paul Celan. UA 2. Dezember 2007 Nürnberg (Meistersingerhalle; Kirsten Drope [Sopran], Christian Hilz [Bariton]; Ensemble Kontraste; Leitung: Julian Christoph Tölle). Aufnahme (BR / Studio Franken)
- Dieter Salbert:

- Tageszeiten. Ein weltliches Oratorium nach Gedichten von Rahel Mann (* 1937) für 2 Solo-Soprane, Chor, Orchester, Orgel, Schlagzeug und Synthesizer. UA 18. Juni 1985 Nürnberg (Meistersingerhalle; Leitung: Wolfgang Riedelbauch)
- Europa. Musik für den Frieden für Sopran, Bass, Chor und Orchester. Texte: Nelly Sachs u. a. UA 20. November 1991 Nürnberg (Meistersingerhalle; Leitung: Wolfgang Riedelbauch)
- Shalom, Luther… für Chor und Posaune (nach Martin Luthers Choral Ein feste Burg ist unser Gott). UA 7. Juni 1996 Nürnberg (Egidienkirche; Leitung: Wolfgang Riedelbauch)

- Kerstin Thieme:

- Requiem. UA 10. April 1998 Nürnberg (Meistersingerhalle; Marlis Petersen [Sopran], Jürgen Linn [Bass]; Leitung: Wolfgang Riedelbauch)

## Nürnberger Erstaufführungen
- Roel van Oosten: Mare Liberum (Text: Jeroen Vervliet)
- Johanna Doderer: Salve Regina
- Luis Bacalov: Misa Tango (Text: spanische Fassung der Heiligen Messe)
- Hector Berlioz: Te Deum, L’enfance du Christ
- Anton Bruckner: Psalm 114; Psalm 112; Requiem; Messe Nr. 1 in d-Moll; Missa solemnis b-Moll
- Pau Casals: El Pessebre (Die Krippe)
- Edward Elgar: The Dream of Gerontius, The Apostles, The Kingdom
- Joseph Haydn: Die sieben letzten Worte unseres Erlösers am Kreuze (Text: Gottfried van Swieten)
- Leoš Janáček: Glagolská mše (Glagolitische Messe) (Text: kirchenslawische Fassung der Heiligen Messe)
- Franz Liszt: Via Crucis; Missa Choralis
- Gustav Mahler: Das klagende Lied
- Bernhard Molique: Abraham
- Wolfgang Amadeus Mozart: Davide Pentitente KV 469 (Text: Lorenzo da Ponte[?])
- Giacomo Puccini: Messa („Messa di Gloria“)
- Ariel Ramírez: Misa Criolla
- Gioachino Rossini: Petite Messe solennelle
- Dieter Salbert: Theatralische Messe (Texte: aus der Liturgie und von Rainer Kirsch, Eva Zeller, Kurt Marti, Álvaro Menen Desleal, Eckart Bücken, Helmut Preißler); Stationen der Hoffnung (Texte: Paul Gerhardt, Martin Luther, Uwe Hoppe u. a.)
- Franz Schubert: Magnificat
- Robert Schumann: Des Sängers Fluch (Text: die gleichnamige Ballade von Ludwig Uhland); Das Paradies und die Peri (Text: Emil Flechsig)
- Giuseppe Verdi u. a.: Messa per Rossini

## Aufnahme
- Louis Lewandowski: Musik der Synagoge. Ein Sabbat-Gottesdienst in der ehemaligen Hauptsynagoge der israelitischen Gemeinde zu Nürnberg. Baruch Grabowski (Kantor), Werner Galas (Sprecher), Rolf Gröschel (Orgel), Hans-Sachs-Chor Nürnberg; Musikalische Leitung: Wolfgang Riedelbauch; Gesamtleitung: Heinz Freudenthal. Colosseum Records, Nürnberg 1982